# 武石桜華
武石 桜華（たけいし おうか、2015年4月8日 - ）は、日本の子役。テアトルアカデミー所属。
2023年（令和5年）4月3日からNHK Eテレ『いないいないばあっ!』の8代目のおねえさんとして出演。趣味・特技は歌、ダンス、外郎売。

## 出演

### テレビドラマ
- テレビ朝日『警視庁・捜査一課長 season5』 - 第1話 大岩春菜 役（回想）（2021年4月8日）[4]
- NHK大河ドラマ『いだてん』 - 美津子 役
- テレビ東京『新・旅行作家 茶屋次郎』 - 小嶋希美 役

### テレビ番組
- Eテレ『いないいないばあっ!』 - 8代目おねえさん おうちゃん（2023年4月3日 - ）[2]
- Eテレ『おかあさんといっしょ』- 歌遊びコーナー
- 日本テレビ『THE突破ファイル　～突破交番住宅街の放火魔～』- 高木杏役（2022年3月31日）[5]
- フジテレビ『全力!脱力タイムズ』
- フジテレビ『痛快TVスカッとジャパン』（2021年11月22日）[6]
- TBS『中居正広の金曜日のスマイルたちへ』
- フジテレビ『優しい人なら解ける クイズやさしいね』
- BSスカパー『パニパニパイナ！2』ビレジアン・リノン役（2021年 - ）[7]
- AbemaTV『かわいいちゃんねる』（2020年2月14日）

### 舞台
- 『ワンワン・ワンダフルアリーナ』 - おうちゃん（2024年12月21日）[8]
- 『ワンワン クラシックコンサート』 - おうちゃん（2025年3月9日）[9]

### CM／広告／スチール
- 花王『ビオレu泡スタンプ』TVCM
- ベネッセ『こどもちゃれんじクリスマス』
- 大王製紙『GOO.N 「ふわさら広場篇」』
- トレンドマイクロ『ウイルスバスター クラウド』web（2021年）
- イオン『トップバリュー』ブランドムービー
- 『スタジオアリス』webムービー
- アガツマ『アンパンマンはじめていっしょにおしゃべりDX』『アンパンマンおみずでらくがき教室はじめてシート』『アンパンマンＫＯパンチ』『アンパンマンスズオトシ』パッケージ

### 雑誌
- 小学館 「小学一年生」[3]（2022年）
- 世界文化社『PriPri』『PriPriパレット』
- 世界文化社『ワンダーランド』